# Son of the Beach
Son of the Beach var en amerikansk TV-serie (2000-2002) som var en parodi på Baywatch. Mycket av komedin i serien baserades på sexuella skämt, insinuationer och gillande. David Hasselhoff låg bakom många av skämten.[källa behövs] Radioprataren Howard Stern var en av de exekutiva producenterna.
Mycket av handlingen kretsar kring löjliga actionklichéer och filmparodier, där många av rollerna spelades av skådespelare och kändisar så som Mark Hamill, Erik Estrada, Gary Coleman, John Salley, Joey Buttafuoco, Patty Hearst, Adam Carolla och Hank the Angry Drunken Dwarf.
I Sverige fick serien namnet Babewatch när den sändes på TV4.

## Roller
- Jaime Bergman - B.J. Cummings
- Amy Weber - Porcelain Bidet (2002)
- Roland Kickinger - Chip Rommel
- Leila Arcieri - Jamaica St. Croix
- Kimberly Oja - Kimberlee Clark (som Kim Oja)
- Lisa Banes - Mayor Anita Massengil (2000-2001)
- Timothy Stack - Notchibald "Notch" Johnson

## Lista över Son of the Beach-avsnitt

### Säsong 1
15 mars 2000 - 12 september 2000
- With Sex You Get Eggroll (3/15/00)
- Silence of the Clams (3/22/00)
- In the G-Hetto (3/29/00)
- Love, Native-American Style (4/5/00)
- Two Thongs Don't Make a Right (4/12/00)
- Fanny and the Professor (4/19/00)
- Eat My Muffin (8/2/00)
- Miso Honei (8/9/00)
- South of Her Border (8/16/00)
- Day of the Jackass (8/23/00)
- A Star Is Boned (8/30/00)
- Attack of the Cocktopuss (9/6/00)
- Mario Putzo's 'The Last Dong' (9/13/00)

### Säsong 2
13 mars 2001 - 17 juli 2001
- B.J. Blue Hawaii (3/13/01)
- From Russia, with Johnson (3/20/01)
- Remember Her Titans (3/27/01)
- Rod Strikes Back (4/3/01)
- Queefer Madness (4/10/01)
- Light My Firebush (4/17/01)
- Chip's a Goy (4/23/01)
- A Tale of Two Johnsons (5/28/01)
- It's a Nude, Nude, Nude, Nude World (6/5/01)
- It's Showtime at the Apollo 13! (6/12/01)
- The Island of Dr. Merlot (6/19/01)
- The Sexorcist (6/26/01)
- Grand Prix (7/3/01)
- Area 69 (7/10/01)
- Booger Nights (7/17/01)

### Säsong 3
18 juni 2002 - 1 oktober 2002
- Penetration Island (6/18/02)
- Saturday Night Queefer (6/25/02)
- In the Line of Booty (7/2/02)
- Three Days of the Condom (7/9/02)
- Witness for the Prostitution (7/16/02)
- Gay Team (7/23/02)
- You Only Come Once (7/30/02)
- Hamm Stroker's Suck My Blood (8/6/02)
- Godfather Knows Best (8/13/02)
- Empty the Dragon (8/20/02)
- The Long Hot Johnson (8/27/02)
- Taco Lips Now: Part 1 (9/17/02)
- Jailhouse Notch: Part 2 (9/24/02)
- Bad News, Mr. Johnson (10/1/02)

## DVD-utgåvor
Son of the Beach Volym 1 släpptes 29 april 2003 och innehåller de 21 första avsnitten av serien (genom avsnittet "A Tale of Two Johnsons" från säsong 2).  DVD-skivan innehåller även kommentarer med manus/regissör/rollinnehavare på utvalda avsnitt, introduktioner av Timothy Stack som spelar Notch Johnson, Too Hot for TV-montage, bakom scenen-videoklipp, feltagningar och TV-reklamer.
30 maj 2008 meddelades det att de återstående avsnitten släpps den 11 november 2008.